# Aeroporto de Aripuanã
O Aeroporto de Aripuanã (IATA: AIR - ICAO: SWRP) serve o município de mesmo nome. Situa-se na região noroeste do Estado de Mato Grosso, distante cerca de 860 km da capital. O aeroporto esteve em reforma e adequação desde Setembro de 2006 sendo concluído em abril de 2012. O novo aeroporto possui uma pista asfaltada de 1.600 x 30 metros. Já houve voos regulares da CRUISER para Cuiabá, Juara e Juína, hoje somente a Asta Linhas Aéreas opera voos regulares para Juina. O aeroporto está localizado praticamente dentro da zona urbana e é,ainda, utilizado basicamente pela aviação agrícola, aeronaves particulares e governamentais.

## Características
- Piso: A
- Sinalização: S
- Pista com balizamento noturno
- Companhias aéreas: Asta Linhas Aéreas.[3]
- Distância do centro da cidade: 2,5 km
- Pista: 1600 metros
- Contato: Rua Cmte. Amauri Furquim, s/n - Aripuanã - Fone: (66) 3565-1395
- Distância Aérea: Juina 150 km; Cuiabá 705 km; Brasília 1395 km; São Paulo 2015 km; Porto Alegre 2366 km.